# Valentin Amrhein

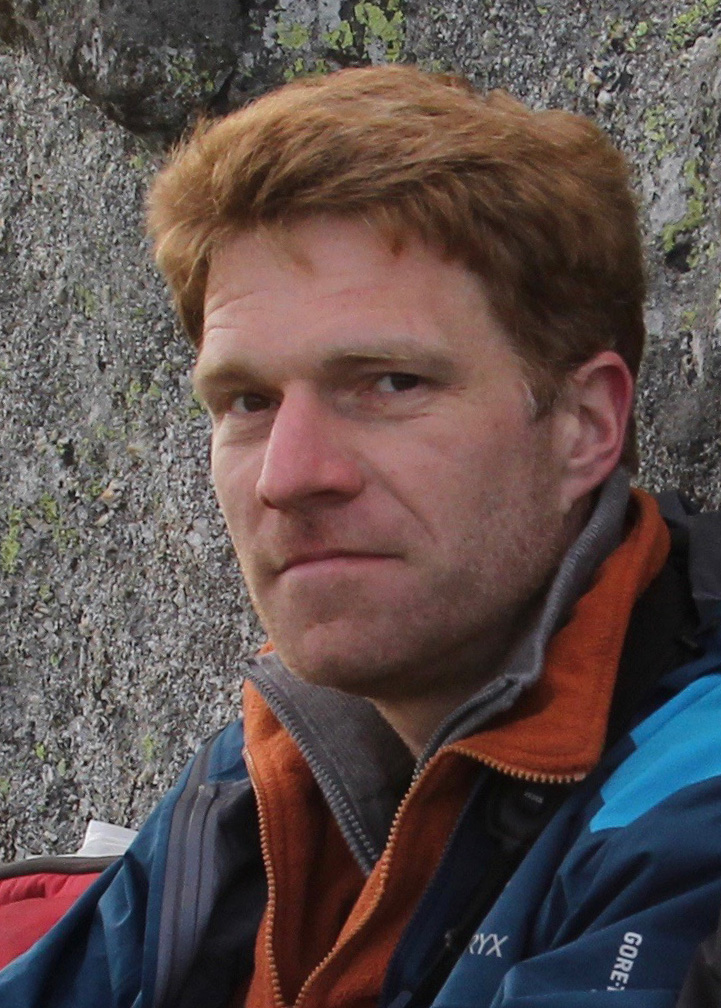
Valentin Amrhein (2019)

Valentin Amrhein (* 1. April 1971 in Lübeck) ist ein deutscher/Schweizer Zoologe und Hochschullehrer an der Universität Basel sowie Wissenschaftsjournalist.

## Leben
Amrhein, der ursprünglich aus Bonn stammt, studierte an der Universität Basel zwischen 1992 und 1999 Biologie. Amrhein doktorierte über die Nachtigall und legte 2004 seine Doktorprüfung ab. Es folgte ein Forschungsaufenthalt an der Universität Oslo. Seit 2004 ist er Leiter der Forschungsstation Petite Camargue Alsacienne. Seit 2006 lehrt Amrhein am Zoologischen Institut der Universität Basel Ornithologie, Naturschutzbiologie und Statistik. Zusätzlich arbeitet er als Wissenschaftsjournalist und war 2012 bis 2016 Leiter Kommunikation bei den Akademien der Wissenschaften Schweiz. Seit 2017 ist er an der Schweizerischen Vogelwarte Sempach Redaktor der Zeitschrift Ornithologischer Beobachter. 2019 publizierte Amrhein einen Kommentar über Statistische Signifikanz in der Zeitschrift Nature, der den höchsten Online-Aufmerksamkeits-Wert aller bis zu diesem Zeitpunkt von Altmetric erfassten wissenschaftlichen Publikationen hatte.
Amrhein ist verheiratet und Vater von drei Töchtern. Zur Schul- und Studienzeit spielte er Violine in verschiedenen Orchestern und Kammermusikformationen.

## Wichtige Publikationen
- V. Amrhein, S. Greenland, B. McShane: Retire statistical significance (Online-Titel: Scientists rise up against statistical significance). In: Nature. März 2019.
- V. Amrhein, D. Trafimow, S. Greenland: Inferential statistics as descriptive statistics: there is no replication crisis if we don't expect replication. In: The American Statistician. Band 73, Nr. Supl 1, 2019, S. 262–270.
- V. Amrhein, S. Greenland: Remove, rather than redefine, statistical significance. In: Nature Human Behaviour. Band 2, Januar 2018, S. 4.
- V. Amrhein, F. Korner-Nievergelt, T. Roth: The earth is flat (p > 0.05): significance thresholds and the crisis of unreplicable research. In: PeerJ. Band 5, 2017, Artikel e3544.
- T. Roth, M. Plattner, V. Amrhein: Plants, birds and butterflies: short-term responses of species communities to climate warming vary by taxon and with altitude. In: PLOS ONE. Januar 2014.
- V. Amrhein, P. Korner, M. Naguib: Nocturnal and diurnal singing activity in the nightingale: correlations with mating status and breeding cycle. In: Animal Behaviour. Band 64, Nr. 6, 2002, S. 939–944.